# Liga Femenina Challenge
Liga Femenina Challenge es el segundo nivel  del sistema de ligas de baloncesto femenino de España. La organiza la Federación Española de Baloncesto. Se creó en la temporada 2021-22, relegando a la Liga Femenina 2, que había sido el segundo nivel desde su creación en 2001, al tercer nivel. Anteriormente a 2001, el segundo nivel del baloncesto femenino español había sido la Primera Nacional Femenina.
La Liga Femenina Challenge ha convertido la temporada 2021-22 en la primera en la historia con tres ligas femeninas FEB de ámbito nacional.
Con la creación de la LF Challenge, la pirámide de competiciones de clubes femeninos ha quedado equiparada a la de los masculinos, otro paso adelante en el desarrollo y crecimiento del baloncesto femenino español.

## Sistema competición
Emulando el exitoso sistema con el que ha contado la Liga LEB Oro durante la última década, la Liga Femenina Challenge se disputa bajo un único grupo de competición en el que sus 16 equipos se enfrentarán en una Liga Regular a ida/vuelta.
El sistema de competición sigue el mismo esquema actual de la LEB Oro, hay dos fases: la fase regular y los play-offs.
En la fase regular se enfrentan entre sí todos los equipos. El primer clasificado asciende directamente a la Liga Femenina y los equipos clasificados entre el 2.º y el 9.º puesto pasan a disputar los play-offs de ascenso, con eliminatorias de cuartos de final, semifinales y final, en las que el campeón también consigue el ascenso a la Liga Femenina Endesa. En cuartos de final, el segundo clasificado de la fase regular se enfrenta al noveno, el tercero al octavo, el cuarto al séptimo y el quinto al sexto. Las eliminatorias son a dos partidos. El primer encuentro se disputa en la cancha del equipo peor clasificado y la vuelta en la del mejor clasificado.
Los cuatro equipos clasificados disputan una final a cuatro, en una sola sede, a partido único en semifinales y una final entre los vencedores. El ganador disputará la siguiente edición de la Liga Femenina Endesa.

## Historial
| Ed. | Temporada | Campeonas               | Subcampeonas                      | 2ª Clasificadas LR                |
| --- | --------- | ----------------------- | --------------------------------- | --------------------------------- |
| I   | 2021-22   | Barça CBS               | Hozono Global Jairis              | Hozono Global Jairis              |
| II  | 2022-23   | Baxi Ferrol             | Celta Zorka Recalvi               | Recoletas Zamora                  |
| III | 2023-24   | Osés Construcción Ardoi | Club Joventut Badalona            | Recoletas Zamora                  |
| IV  | 2024-25   | Innova-TSN Leganés      | CAB Estepona Jardín Costa del Sol | CAB Estepona Jardín Costa del Sol |